# Da Lam Tserenchimed
Da Lam Tserenchimed (en mongol: Да лам Цэрэнчимэд, en tibetano: ཏཱ་བླ་མ་ཚེ་རིང་འཆི་མེད།; 1869 – 1914) fue un lama y líder de la independencia de Mongolia del siglo XX. En diciembre de 1911, fue nombrado ministro de Interior y primer ministro de facto durante el primer gobierno de Bogd Khan de la Mongolia autónoma, un cargo que ocupó hasta que Tögs-Ochiryn Namnansüren fue elegido primer ministro en julio de 1912.

## Biografía
Tserenchimed nació en 1869 en la actual provincia de Khövsgöl. Ingresó en un monasterio a una edad temprana, llegó a ser lama y empezó a trabajar de administrativo en la oficina de la Shamzudba (Administración de Asuntos Seculares) de las propiedades del Bogd Khan Ikh Shav), ascendiendo rápidamente al puesto de Da Lam (Lama Principal o Abad). Pronto demostró tener talento para la política y estableció excelentes relaciones laborales con funcionarios políticos locales. Por esa época, empezó a apoyar las llamadas a la independencia de Mongolia.
En julio de 1911, Tserenchimed fue uno de los lamas de alto rango y príncipes hereditarios convocados a Khüree (actual Ulán Bator) por el Bogd Khan para discutir sobre la independencia. El Bogd Khan lo nombró miembro de una delegación, junto con Namnansüren, que viajó a San Petersburgo para buscar apoyo en la Rusia zarista y Europa Occidental a la independencia mongola del mandato chino.

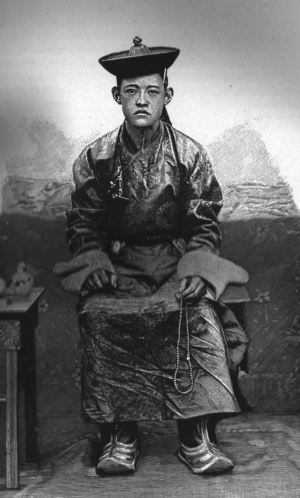
El Bogd Khan, de joven.

En noviembre de 1911, fue nombrado jefe de la Oficina de la Administración General de Asuntos Khalkhas en el gobierno provisional mongol formado tras la caída de la dinastía Qing en China. Desde su posición como único plebeyo en el gobierno del Bogd Khan, fue nombrado ministro de Interior en el primer gobierno de la recién establecida Mongolia Autónoma a principios de 1912, un cargo que fue considerado como de primer ministro de facto, hasta que fue establecida la cartera del primer ministro, que sería asumida por Namnansüren.
Tserenchimed estableció estrechos lazos con los nacionalistas chinos del Kuomintang y los japoneses. En 1913, trató de viajar a Tokio para buscar el reconocimiento japonés de la independencia de Mongolia, así como ayuda para unificar a los mongoles del norte y del sur. Sin embargo, en Harbin, los oficiales rusos le impidieron pasar.
En 1914, fue cesado de su puesto de ministro de Interior y reasignado como ministro para la pacificación de la frontera occidental. Murió poco después mientras viajaba a la frontera occidental para asumir este nuevo cargo.